# Pôle national supérieur de danse Rosella-Hightower
Pour les articles homonymes, voir PNSD.
Le Pôle national supérieur de danse Rosella-Hightower (PNSD), anciennement l'École supérieure de danse de Cannes Rosella-Hightower (ESDC), est une institution de réputation internationale, qui dispense un enseignement professionnel de danse créée par la danseuse étoile franco-américaine Rosella Hightower en 1961 à Cannes (Alpes-Maritimes). Il fait partie des cinq écoles supérieures de danse en France.
Le Pôle national supérieur de danse Rosella-Hightower s’inscrit dans les réseaux des pôles d’enseignement supérieur du ministère de la Culture et des grandes écoles de danse au niveau international.
Sous la direction artistique et pédagogique de Paola Cantalupo, il propose à des élèves de plus de 15 nationalités, un enseignement pluridisciplinaire basé principalement sur les techniques classiques et contemporaines et un éventail de formation unique (du danseur interprète au professeur de danse, en passant par la formation continue liée aux différents métiers de la danse).

## Historique
Désireuse d'offrir une formation complète et pluridisciplinaire, Rosella Hightower (1920-2008) décide d'ouvrir en 1961 une école de danse dans l'ancien hôtel Gallia à Cannes, puis déménage dans la commune voisine à Mougins en 2001. Attachée à la diversité des styles, elle associe un enseignement rigoureux en danse classique avec diverses autres formes d’expression, comme la danse contemporaine, les danses de caractère, le modern jazz, l'art dramatique, le chant, le mime, ainsi que des cours d'histoire de la danse, de formation musicale et de piano, tout en donnant aux élèves de toutes nationalités la possibilité de suivre une scolarité normale, grâce aux toutes premières classes à horaires aménagés[réf. nécessaire]. 
Rosella Hightower quitte la direction de l'école en 2001 et nomme à sa place la danseuse Monique Loudières, ancienne étoile du ballet de l'Opéra national de Paris. C'est ensuite Paola Cantalupo (it), ancienne étoile des Ballets de Monte-Carlo, qui prend la direction de l'école à partir de 2009. De nombreux danseurs et chorégraphes sont venus s'y entraîner ou enseigner, comme Anton Dolin, Serge Lifar, Rudolf Noureev, Maurice Béjart, Gilles Jobin, Éric Oberdorff, Roberto Baiocchi, etc.

## Formations
Le Pôle national supérieur de danse Rosella-Hightower propose différents cursus :
- cycle danse-étude de 11 à 18 ans ;
- cycle du Cannes Jeune Ballet Rosella Hightower, incluant le diplôme national supérieur professionnel de danseur (DNSPD) de 18 à 21 ans ;
- cycle professionnel du diplôme d'état de professeur de danse en option danse classique, contemporaine et jazz à partir de 18 ans ;
- pratique artistique libre avec des cours de danse ouverts au public.

## Le Cannes Jeune Ballet Rosella Hightower
Le Cannes Jeune Ballet Rosella Hightower est un des outils pédagogiques du Pôle supérieur, qui permet aux étudiants-danseurs de développer en conditions réelles leur expérience scénique. Ce ballet junior créé par Rosella Hightower au début des années 1980, initialement nommé Jeune Ballet de Cannes, regroupe les élèves de la dernière année de formation du cycle supérieur pré-professionnel. Au cours de cette année où ils préparent leur diplôme national supérieur professionnel de danseur (DNSPD), les étudiants se confrontent aux réalités du métier d’artiste chorégraphique en développant leur engagement personnel dans cette voie.

## Dirigeants
- 1961-2001 : Rosella Hightower
- 2001-2009 : Monique Loudières
- depuis 2009 : Paola Cantalupo (it)